# Facebook Portal
Facebook Portal là một thương hiệu màn hình thông minh và videophone được phát triển vào năm 2018 bởi Meta.  Dòng sản phẩm này bao gồm bốn mô hình (Portal, Portal Plus, Portal Mini và Portal TV) cung cấp trò chuyện video qua Facebook Messenger và WhatsApp, được tăng cường bằng camera có thể tự động phóng to và theo dõi chuyển động của mọi người. Các thiết bị được tích hợp với dịch vụ trợ lý cá nhân thông minh điều khiển bằng giọng nói của Amazon Alexa. Facebook sử dụng một số loại dữ liệu mà nó được thu thập từ các thiết bị Portal để quảng cáo nhắm mục tiêu.
Những người đánh giá đã đánh giá tích cực khả năng xử lý âm thanh và video của dòng Portal, nhưng chỉ trích các thực tiễn bảo mật của Facebook đối với dữ liệu được ghi lại bởi các thiết bị Portal.